# 1 (蔡徐坤迷你专辑)
《1》是中国歌手蔡徐坤的第一张迷你专辑，由蔡徐坤本人制作，永稻星娱乐发行，于2018年8月2日推出。专辑共收录三首歌曲。

## 背景
早在专辑《1》发布之前，蔡徐坤就曾对媒体表示，20岁生日是自己人生中最重要的生日，他将在那天（即2018年8月2日）发布三首歌曲和一支MV。《1》代表蔡徐坤从0到1的经历；其名称“1”象征着新生代以及蔡徐坤全新的音乐风格。

## 创作与发行
2018年4月6日，蔡徐坤从《偶像练习生》出道，随后开始筹备个人专辑《1》，并亲自操刀歌曲及MV的制作。
2018年8月2日，《1》在腾讯音乐娱乐集团三大平台QQ音乐、酷狗音乐、酷我音乐正式上线。专辑共包含《Pull Up》、《You Can Be My GirlFriend》、《It’s You》三首不同风格的歌曲，均可免费收听。当天下午，蔡徐坤在北京竞园艺术中心举办新专辑发布会，同时曝光主打歌《Pull Up》的MV。

## 曲目
| 曲序     | 曲目                         |                                    | 作曲                                            | 时长 |
| -------- | ---------------------------- | ---------------------------------- | ----------------------------------------------- | ---- |
| 1.       | 《Pull Up》                  | 蔡徐坤、Fidel Rosales、David Brant | 蔡徐坤、Ryan Curtis、Rajiv Bukhory、Michael Mac | 3:05 |
| 2.       | 《You Can Be My GirlFriend》 | 蔡徐坤、Larmòók、EARATTACK         | 蔡徐坤、Larmòók、EARATTACK                      | 3:04 |
| 3.       | 《It's You》                 | 蔡徐坤                             | 蔡徐坤                                          | 3:45 |
| 总时长： | 总时长：                     | 总时长：                           | 总时长：                                        | 9:54 |

## 成绩
2018年8月，《1》的三首歌曲《Pull Up》、《You Can Be My GirlFriend》、《It’s You》分别获得QQ音乐巅峰人气榜2018年第31周冠军、亚军和季军，主打歌《Pull Up》获得亚洲新歌榜第165期周榜冠军。12月，《Pull Up》入围Billboard Radio China 2018年度华语TOP10。
2019年1月，《Pull Up》获得QQ音乐巅峰人气榜2018年度榜单冠军。